# Dar'á
Dar'á (arabsky درعا‎) je město na jihozápadním okraji Sýrie blízko hranice s Jordánskem. Leží asi 100 kilometrů na jih od Damašku na dálnici Damašek-Ammán.
Jedná se o starobylé město, neboť je zmíněno už v hieroglyfických záznamech egyptského faraona Thutmose III. z let 1490–1436 před naším letopočtem.
Do dnešní doby zůstaly ve městě některé historické památky: Je tu římský amfiteátr a mešita z doby Umajjovců a Ajjúbovců.
Dar'á je místo, kde v roce 2011 začala syrská občanská válka – proto se mu někdy říká "kolébka revoluce." Ve vleklých pouličních bojích ale bylo do roku 2013 značně poničeno a žádná ze stran zatím město úplně nedobyla. 12. července 2018 obsadila povstalci ovládanou část města Syrská arabská armáda.